# Dolga vas, Kočevje
Dolga vas este o localitate din comuna Kočevje, Slovenia, cu o populație de 740 de locuitori.